# Peter Seiffert
Peter Seiffert (Düsseldorf, 4 gennaio 1954 – Schleedorf, 14 aprile 2025) è stato un tenore tedesco. Acclamato Heldentenor ed interprete wagneriano, è stato descritto come il più grande Tannhäuser della sua generazione.

## Biografia
Figlio del compositore Helmut Seiffer, Peter Seiffert nacque a Düsseldorf nel 1954 e cominciò a cantare durante l'infanzia come corista. Successivamente studiò canto alla Robert Schumann Hochschule e fece il suo debutto sulle scene nel 1978 alla Deutsche Oper am Rhein nel Lear di Aribert Reimann. Rimase con la compagnia per due anni e nel 1979 si classificò al secondo posto nella Deutscher Musikwettbewerb.
Nel 1980 fu scritturato dalla Deutsche Oper Berlin, ove apparve, nel corso della sua prima stagione, come Lenskij nell'Eugenio Onegin, Huon in Oberon e nel suo primo ruolo wagneriano, quello di Erik ne L'olandese volante. Nel corso delle stagioni successive ampliò il suo repertorio con i ruoli di Matteo in Arabella, Tamino ne Il flauto magico, Don Ottavio in Don Giovanni e gli eponimi protagonisti nel Faust e nell'Otello.
Nel 1984 esordì alla Wiener Staatsoper come Matteo in Arabella. Nel 1987 cantò per la prima volta nel Regno Unito, nel Requiem di Mozart con la Philharmonia Orchestra diretta da Carlo Maria Giulini alla Royal Festival Hall, mentre nel 1988 esordì alla Royal Opera House come Parsifal, diretto da Bernard Haitink. Raggiunse poi la definitiva consacrazione l'anno dopo quando sostenne per la prima volta il ruolo di Lohengrin all'Opera di Stato della Baviera. Tornò a cantare nel Lohengrin anche alla Deutsche Oper Berlin l'anno successivo e a Vienna nel 1992 (e a più riprese fino al 2016). Sempre nel 1992 fu nominato Cantante da camera bavarese, un'onorificenza accordatagli anche a Berlino nel 2014. Nel 1996 fece il suo debutto come Stolzing nell'allestimento di Wolfgang Wagner de I maestri cantori di Norimberga al Festival di Bayreuth e, nello stesso anno, fu nominato miglior cantante maschile da Echo Klassik.
Dagli anni 2000 il suo cavallo di battaglia divenne il ruolo di Tannhäuser, inciso su disco nel 2002 diretto da Daniel Barenboim (premiato con il Grammy Award e il Grand Prix du Disque), ed interpretato al suo acclamato debutto al Metropolitan Opera House nel 2004, al Festival di Bayreuth nel 2005, a Vienna nel 2012 e nelle sue ultime rappresentazioni al Covent Garden nel 2016. Dalla prima metà degli anni 2000 la critica cominciò a sottolineare un certo declino vocale, evidenziato, per ammissione dello stesso Seiffert, da difficoltà con il legato. Quando tornò al Met come Tristano nel Tristano e Isotta nel 2008, fu criticato per il suo registro centrale e per la scelta di avere un auricolare che gli suggerisse i versi da cantare durante il secondo e terzo atto. Pur avendo cantato al Teatro alla Scala in alcuni concerti dalla stagione 1983/84, nel 2011 sostenne il suo unico ruolo operistico al Piermarini, quello di Florestano nel Fidelio.

## Vita privata
Nel 1986 sposò il soprano Lucia Popp, di quindici anni più matura, conosciuta a Monaco mentre lavorano insieme in un allestimento de Le allegre comari di Winsdor; dopo la morte della Popp nel 1993, si risposò con il soprano Petra-Maria Schnitzer, con cui calcò le scene in diverse occasioni, tra cui un Lohengrin a Bayreuth nel 2005 in cui interpretavano Lohengrin e la moglie Elsa. La coppia ebbe due figli. È morto nel 2025 all'età di 71 anni.